# Лебединці (Прилуцький район)

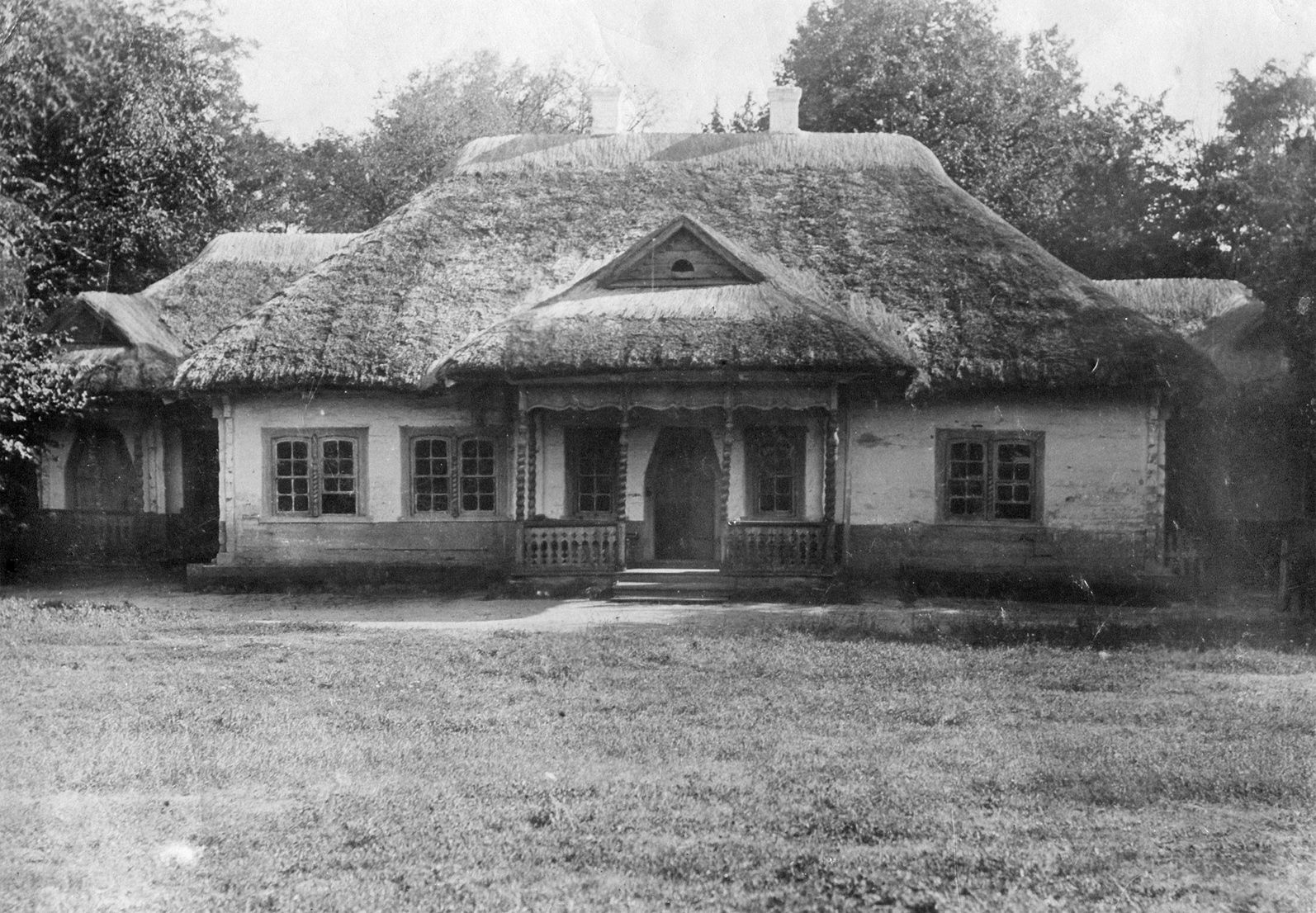
Село Лебединці Срібнянського району Чернігівської області. Гостьовий будинок у садибі Г. П. Галагана. Головний фасад будинку. Фото початку XX ст.

Лебеди́нці — село в Україні, у Прилуцькому районі Чернігівської області. Розташоване за 13 км від центру громади. Входить до складу Срібнянської селищної громади. Населення становить 366 осіб.

## Історія
Вперше згадуються 1797 року як хутір Лебединський. Входили до складу Прилуцького повіту (1797—1923), до Срібнянського р-ну Прилуцького округу (1923—1930) і Чернігівської області (з 1932).
Хутір Лебединський заснований наприкінці XVIII століття на шляху з Срібного на Лохвицю колез. ас. Іваном Ґалаґаном, у власності якого було декілька хуторів у Першоварвинській сотні. Дерев'яну Варваринську церкву споруджено на кошти графа Григорія Галагана 1854 року.
Вперше село позначено на мапі 1826—1840 років як х. Лебедянський
У 1854—1856 роках український архітектор Є. І. Червинський на замовлення Г. П. Галагана побудував у Лебединцях будинок, в архітектурі якого повторені риси хати козацької старшини часів Гетьманщини.
1859 року в Лебединцях було 86 дворів, 526 жителів.
У 1861—1866 роках селяни Лебединець підпорядковані Карпилівському Волосному правлінню перебували в стані тимчасовозобов'язаних. Після реорганізації волостей Лебединці 1867 увійшли до Срібнянської волості 2-го стану.
1886 — 125 дворів селян-власників, 138 хат, 771 жителів. Діяли: земське початкове училище (1873), шинок, 8 вітряків.
1910 — 158 господарств, з них селянських — 154, євреїв — 1, привілейованих — 3, наліч. 1035 ж., у тому числі 1 тесляр, 2 кравці, 1 швець, 3 ковалі, 3 ткачі, 5 поденників, 2 займалися інтелігентними та 84 — ін. неземлеробськими заняттями, все ін. доросле нас. займалося землеробством. 475 дес. придатної землі. Діяли: дерев'яна Варваринська церква (закрита за часів радянської влади), при ній бібліотека, школа грамоти; земське початкове училище, у якому навчалося 49 хлопців та 14 дівчат (1913).
1911 року у селищі Лебединці Срібнянської волості Прилуцького повіту Полтавської губернії, залишалась Варваринська церква та земська школа, мешкало 1017 осіб.
У 1923—1930 роках Лебединці — центр сільради. 1925 — 228 дворів та 1228 мешканців; 1930 — 228 дворів, 1330 мешканців, 1996 — 150 дворів, 432 мешканці.
До 2017 року орган місцевого самоврядування — Карпилівська сільська рада